# Sabahattin
Sabahattin ist ein türkischer männlicher Vorname arabischer Herkunft, als eine türkische Form des selten vorkommenden arabischen Vornamens Sabah ud-Din (arabisch صباح الدين) mit der Bedeutung „Morgen der Religion“. Eine Variante des Namens ist Sebahattin. Die bosnische Form des Namens ist Sabahudin.

## Namensträger

### Form Sabahattin
- Sabahattin Ali (1907–1948), türkischer Schriftsteller und Lehrer
- Sabahattin Çakmakoğlu (1930–2024), türkischer Politiker
- Sabahattin Eyüboğlu (1908–1973), türkischer Schriftsteller, Literaturwissenschaftler und Übersetzer
- Sabahattin İspirli (1958–2012), türkischer Fußballspieler
- Sabahattin Oğlago (* 1984), türkischer Skilangläufer

### Form Sebahattin
- Sebahattin Akbayrak (* 1971), türkischer Fußballspieler und -trainer
- Sebahattin Öztürk (* 1969), türkischer Ringer

### Form Sabahudin
- Sabahudin Kovačevič (* 1986), slowenischer Eishockeyspieler
- Sabahudin Kurt (1935–2018), jugoslawischer Sänger